# 안드로메다자리 타우
안드로메다자리 타우(τ And / τ Andromedae)는 안드로메다자리의 항성이다. 지구에서 681 광년 떨어져 있다. 청백색의 B형 거성으로 겉보기 등급은 +4.96 등급이다.

## 참고 자료
- 안드로메다자리 타우의 사진[깨진 링크(과거 내용 찾기)]